# Jean-Joseph Mouret
Jean-Joseph Mouret (Aviñón, 11 de abril de 1682 - Charenton-le-Pont, 22 de diciembre de 1738) fue un músico francés del Barroco.

## Biografía
Fue hijo de un comerciante de seda que le hizo dar una buena educación y, constatando sus dones precoces para la música, favoreció su elección. Cantaba con talento y comenzó a componer con éxito. Hacia los 25 años, se estableció en París. No tardó en ser conocido y entrar en contacto en 1708 con Anne-Louise Bénédicte de Bourbon-Condé, duquesa del condado de Maine, a lo cual favoreció su carácter agradable. Llegó a ser superintendente de música en la corte de Sceaux.
Se casó y tuvo una única hija. Colaboró en la Académie royale de Musique, así como en la Comédie-Italienne. Más tarde fue nombrado director del Concert Spirituel, lo que le procuró el desahogo económico. A pesar de ello, el final de su vida fue ensombrecido por sus desengaños, viéndose afectado por la decadencia y la locura. Acabó pobremente su vida en un hospicio religioso de Charenton.

## Su obra
Mouret compuso principalmente para la escena (tragédies en musique, opéras-ballets), siendo las más destacadas las siguientes obras:
- 1714 - Les Fêtes de Thalie
- 1714 - Les amours de Ragonde
- 1717 - Ariane, tragédie lyrique en 5 actos y un prólogo, con libreto de François-Joseph de Chancel y Pierre-Charles Roy, representada en la «Académie royale de musique» el 6 de abril de 1717.
- 1723 - Pirithoüs
- 1733 - Les Grâces héroïques
- 1732 - Le Triomphe des sens

También ha escrito airs, divertissements, cantatilles, música instrumental (sonatas, fanfarrías y motetes).
Es necesario destacar, entre otras composiciones, las dos suites sinfónicas. La primera se titula Fanfares para trompetas, timbales, violines y oboes y fue dedicada al hijo de la duquesa de Maine, la princesa de Dombes, siendo interpretada en los «Concert Spirituel» de los que Jean-Joseph Mouret era el director. La segunda, para violines, oboe y trompas de chasse, fue interpretada en el Hôtel de Ville de París en presencia de Luis XV de Francia.